# مفاوضات اتفاقية مولوتوف-ريبنتروب
اتفاقية مولوتوف-ريبنتروب هي اتفاق تم في 23 أغسطس 1939 بين الاتحاد السوفيتي وألمانيا النازية وسمي بالعامية على اسم وزير الخارجية السوفيتي فياتشيسلاف مولوتوف ووزير الخارجية الألماني يواكيم فون ريبنتروب. أنكرت الاتفاقية الحرب بين البلدين. بالإضافة إلى شروط عدم الاعتداء، تضمنت المعاهدة بروتوكولًا سريًا يقسم العديد من دول أوروبا الشرقية بين الأطراف.
قبل توقيع المعاهدة، أجرى الاتحاد السوفيتي مفاوضات مع المملكة المتحدة وفرنسا بشأن تحالف «ثلاثي» محتمل. وتوسعت المحادثات المستمرة منذ فترة طويلة بين الاتحاد السوفيتي وألمانيا بشأن اتفاق اقتصادي محتمل ليشمل المناقشات العسكرية والسياسية، وبلغت ذروتها في الاتفاقية، إلى جانب اتفاقية تجارية تم توقيعها قبل أربعة أيام.

## معلومات أساسية

### بعد الحرب العالمية الأولى
بعد الثورة الروسية عام 1917، أنهت روسيا السوفيتية معركتها ضد القوى المركزية، بما في ذلك ألمانيا، في الحرب العالمية الأولى بالتوقيع على معاهدة بريست ليتوفسك التي وافقت فيها روسيا على التنازل عن السيادة والنفوذ على أجزاء من عدة دول في أوروبا الشرقية. أصبحت معظم تلك الدول جمهوريات ديمقراطية ظاهريًا بعد هزيمة ألمانيا وتوقيعها على هدنة في خريف عام 1918. وباستثناء بيلاروس وأوكرانيا، أصبحت تلك البلدان أيضًا مستقلة. ومع ذلك، استمرت معاهدة بريست ليتوفسك ثمانية أشهر ونصف فقط، عندما أنكرتها ألمانيا وقطعت العلاقات الدبلوماسية مع روسيا.
قبل الحرب العالمية الأولى، جمعت بين ألمانيا وروسيا علاقة تجارية مشتركة منذ فترة طويلة. ألمانيا هي بلد صغير نسبيًا يمتلك موارد طبيعية قليلة، ويفتقر إلى الإمدادات الطبيعية من العديد من المواد الخام الرئيسية اللازمة للعمليات الاقتصادية والعسكرية. كانت تعتمد منذ أواخر القرن التاسع عشر، بشكل كبير على الواردات الروسية من المواد الخام. كانت ألمانيا قد استوردت 1.5 مليار رايخ مارك من المواد الخام والسلع الأخرى سنويًا من روسيا قبل الحرب.
في عام 1922، وقعت الدول معاهدة رابالو، وتخلت عن المطالبات الإقليمية والمالية ضد بعضها البعض. تعهد كلا البلدين بالحياد في حالة وقوع هجوم ضد بعضهما البعض بموجب معاهدة برلين لعام 1926. انخفضت واردات السلع السوفيتية إلى ألمانيا بعد الحرب العالمية الأولى، ولكن بعد الاتفاقات التجارية الموقعة بين البلدين في منتصف عشرينيات القرن العشرين، زادت التجارة بحلول عام 1927 إلى 433 مليون رايخ مارك ألماني سنويًا.
في أوائل ثلاثينيات القرن العشرين، سقطت تلك العلاقة مع تأكيد النظام الستاليني الأكثر انعزالية على السلطة وقلل التخلي عن السيطرة العسكرية بعد الحرب من اعتماد ألمانيا على الواردات السوفيتية وبالتالي انخفضت الواردات السوفيتية إلى 223 مليون رايخ مارك ألماني في عام 1934.

### منتصف ثلاثينيات القرن العشرين
بذل الاتحاد السوفيتي، في منتصف العقد الثالث من القرن العشرين، جهودًا متكررة لتعزيز اتصالات أوثق مع ألمانيا. سعى السوفييت بشكل أساسي إلى سداد الديون من التجارة السابقة بالمواد الخام، وسعت ألمانيا إلى إعادة التسلح، ووقع كلا البلدين اتفاقية اعتماد في عام 1935. أدى صعود الحزب النازي إلى السلطة إلى زيادة التوترات بين ألمانيا والاتحاد السوفيتي ودول أخرى تضم السلاف العرقيين، الذين اعتبرتهم الأيديولوجية العنصرية النازية بشر ثانويين (أقل شأنًا). كان النازيون مقتنعين بأن السلاف العرقيين غير قادرين على تشكيل دولتهم الخاصة، وبالتالي يجب أن يحكمهم آخرون. علاوة على ذلك، ربط النازيون المعادون للسامية اليهود العرقيين بالشيوعية والرأسمالية الدولية، وكانوا معارضين لكليهما. وبالتالي، اعتقد النازيون أن السلافيين السوفييت الأقل شأنًا منهم يحكمهم أسياد «يهود بلشفيين». كان الهدفان الأساسيان للنازية هما القضاء على اليهود والبحث عن موطن («مساحة المعيشة») للآريين العرقيين في الشرق. في عام 1934، تحدث هتلر عن معركة لا مفر منها ضد «المثل العليا لعموم السلاف»، والنصر الذي سيؤدي إلى «سيادة دائمة للعالم»، لكنه قال «سنسير جزءًا من الطريق مع الروس، إذا كان ذلك سيساعدنا».
على الرغم من الخطاب السياسي، حاول السوفييت في عام 1936 السعي إلى توثيق العلاقات السياسية مع ألمانيا إلى جانب اتفاقية اعتماد إضافية، لكن هتلر رفض التقدم ولم يرغب في البحث عن علاقات سياسية أوثق على الرغم من أن أزمة المواد الخام عام 1936 دفعت هتلر إلى إصدار خطة مدتها أربع سنوات لإعادة التسلح «دون اعتبار للتكاليف». في ثلاثينيات القرن العشرين، باع اثنان من كتبة الشفرات في وزارة الخارجية، إرنست هولواي أولدهام وجون هربرت كينغ، الرموز الدبلوماسية البريطانية إلى المفوضية الشعبية للشؤون الداخلية، مما سمح للسوفييت بقراءة حركة الدبلوماسية البريطانية. مع ذلك، فإن أجهزة فك الشيفرات السوفيتية لم تكن قادرة تمامًا على فك الرموز الألمانية التي تم تشفيرها بواسطة آلة إنغما. جعلت حقيقة أن الحزب الشيوعي الألماني السري، الذي كان مليئا بمخبري الغستابو (البوليس السري الألماني)، قد نفذ أنشطة جمع المعلومات الاستخبارية السوفيتية في ألمانيا معظم التجسس السوفيتي في ألمانيا غير فعال. قضى قرار ستالين بإعدام أو سجن معظم المهاجرين الشيوعيين الألمان الذين يعيشون في الاتحاد السوفيتي خلال التطهير العظيم على كل التجسس السوفيتي تقريبًا في الرايخ.
ازدادت التوترات بعد أن دعمت ألمانيا وإيطاليا الفاشية القوميين الإسبان في الحرب الأهلية الإسبانية في عام 1936، ودعم السوفييت الجمهورية الإسبانية، التي كان بها العديد من الشيوعيين. في نوفمبر 1936، انحدرت العلاقات السوفيتية الألمانية أكثر بعد دخول ألمانيا واليابان في معاهدة مناهضة الكومنترن، والتي يزعم أنها كانت موجهة ضد الأممية الشيوعية، لكنها احتوت على اتفاق سري بأن يبقى أي من الجانبين محايدًا إذا اشتبك الآخر مع الاتحاد السوفيتي. في نوفمبر 1937، انضمت إيطاليا أيضًا إلى حلف مناهضة الكومنترن.

### أواخر ثلاثينيات القرن العشرين
قوضت محاكمات موسكو في منتصف العقد الثالث من القرن العشرين بشكل كبير من احترام السوفييت في الغرب. أدت عمليات التطهير السوفيتية في عامي 1937 و1938 إلى تقليل احتمالية التوصل إلى اتفاق بسبب تعطيل الهيكل الإداري السوفييتي المضطرب مسبقًا والذي كان ضروريًا للمفاوضات وجعلت هتلر يعتقد بأن السوفييت كانوا ضعفاء عسكريًا.
لم تتم دعوة السوفييت إلى مؤتمر ميونيخ حول تشيكوسلوفاكيا. شكلت اتفاقية ميونيخ، التي تلت ذلك، بداية لحل تشيكوسلوفاكيا في عام 1938 من خلال ضم ألماني جزئي لها. كان ذلك جزءًا من استرضاء ألمانيا.
بعد الحاجة الألمانية للإمدادات العسكرية بعد اتفاقية ميونيخ وزيادة الطلب السوفيتي على الآلات العسكرية، جرت المحادثات بين البلدين منذ أواخر عام 1938 حتى مارس 1939. كانت ستتطلب الخطة الخمسية الثالثة السوفيتية دفعات جديدة ضخمة من التكنولوجيا والمعدات الصناعية. كان النهج الاقتصادي الذاتي أو التحالف مع بريطانيا مستحيلًا بالنسبة لألمانيا، وبالتالي كان توثيق العلاقات مع الاتحاد السوفيتي ضروريًا لأسباب اقتصادية فقط. تمكنت ألمانيا بعد ذلك من توفير 25٪ فقط من احتياجاتها النفطية، وكان عليها بدون مصدرها الأساسي للنفط، في الولايات المتحدة، خلال الحرب، أن تتجه إلى روسيا ورومانيا. عانت ألمانيا من نفس النقص الطبيعي ومشاكل الإمداد لخامات المطاط وخامات المعادن، اللازمة للفولاذ الصلب في معدات الحرب، واعتمدت ألمانيا على الإمدادات السوفيتية أو العبورباستخدام السكك الحديدية السوفيتية. أخيرًا، استوردت ألمانيا أيضًا 40٪ من احتياجاتها من الدهون والزيوت الغذائية، والتي كانت ستزداد فيما لو غزت ألمانيا الدول التي كانت أيضًا مستوردة صافية للأغذية. وهكذا احتاجت ألمانيًا إلى الواردات السوفيتية من الحبوب الأوكرانية أو الشحنات السوفيتية من فول الصويا المنشوري. علاوة على ذلك، فإن الحصار البريطاني المتوقع في حالة الحرب وانتهاء إمدادات النفط من الولايات المتحدة خلق نقصًا هائلًا في ألمانيا في عدد من المواد الخام الرئيسية.
في 31 مارس 1939، قدم رئيس الوزراء البريطاني نيفيل تشامبرلين في مجلس العموم البريطاني «الضمان» الشهير لبولندا بأن بريطانيا ستخوض الحرب دفاعًا عن استقلال بولندا وسلامتها. في 28 أبريل 1939، تخلى هتلر في خطاب ألقاه أمام الرايخستاغ عن ميثاق عدم الاعتداء الألماني البولندي. أدلت بريطانيا وفرنسا بتصريحات تضمن سيادة بولندا وقعتا في 25 أبريل تحالفًا عسكريًا مع بولندا، رفضت فيها أن تكون جزءًا من ضمان من أربع قوى تضم السوفييت.